# Mitake (Gifu)
Mitake (御嵩町 Mitake-chō?) es un pueblo localizado en la prefectura de Gifu, Japón. En octubre de 2019 tenía una población estimada de 17.616 habitantes y una densidad de población de 311 personas por km². Su área total es de 56,69 km².

## Geografía

### Localidades circundantes
- Prefectura de Gifu
  - Kani
  - Minokamo
  - Mizunami
  - Toki
  - Yaotsu

## Demografía
Según los datos del censo japonés, esta es la población de Mitake en los últimos años.
| 1995   | 2000   | 2005   | 2010   | 2015   |
| ------ | ------ | ------ | ------ | ------ |
| 19.980 | 19.653 | 19.272 | 18.824 | 18.111 |